# حادثة خليج سرت (1981)
حادثة خليج سرت في حادثة وقعت في خليج سرت بجمهورية ليبيا في 19 أغسطس 1981م حين قامت طائرتان إف-14 إيه توم كاتس الأمريكيتين بإسقاط طائرتين ليبيتين من طراز سوخوي سو-22 قبالة السواحل الليبية.

## خلفية الأحداث
في سبعينات القرن العشرين، أعلنت ليبيا تمديد مياهها الإقليمية 12 ميلاً في خليج سرت، والذي دفع القوات البحرية الأمريكية بإجراء عمليات حرية الملاحة في المنطقة أو ما تسمي بخط الموت. كثفت هذه العمليات عندما وصل رونالد ريغان الحكم، في أغسطس 1981، خصص جزء كبير من قوات الملاحة بقيادة يو إس إس فورستال ونيميتز لنشرها قبالة السواحل الليبية. ردت القوات الجوية الليبية بنشر عدد كبير من الصواريخ الاعتراضية والقاذفات المقاتلة.
في وقت مبكر صباح يوم 18 أغسطس، عندما بدأت القوات الأمريكية ممارسة عملياتها، على الأقل ثلاثة طائرات طراز ميج-25 فوكس باتس اقتربوا من حاملات الطائرات الأمريكية ولكن الطائرات هربت بعد ظهور ثلاث طائرات أمريكية طُرُز إف-4 فانتوم إيس من فورستال وإف-14 من نيميتز. حاول الليبيون تحديد مواقع القوات البحرية الأمريكية.
35 طائرة من طُرُز ميج-23 فلوجرز، ميج-25، سوخوي سو-20، سوخوي سو-22 إم وميراج إف1، حلقوا في المنطقة ولكن سرعان ما أعتِرَضوا من قِبَل سبع طائرات من طُرُز إف-14 وإف-4، الوضع كان متوتراً، لكن أياً من الطرفين أطلق النيران، وذلك حتي في حالتين عندما حاولت طارتان ميج-25 من اختراق المقاتلات الأمريكية على ارتفاع عالٍ.

## الحوادث

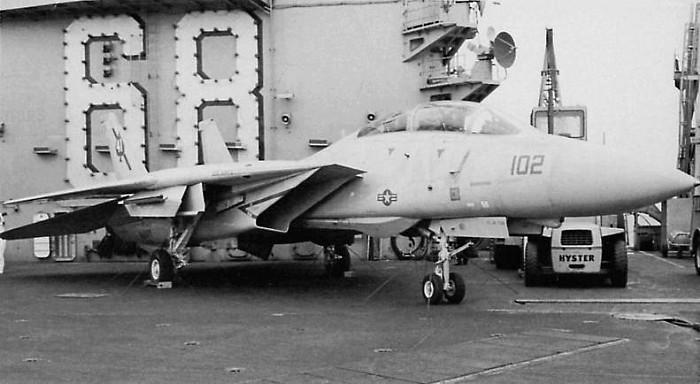
، طائرة فاست إيجل 102 المشاركة في الحادثة في القاعدة بعد الحادث

في صباح يوم 19 أغسطس، وهما طائرتان إف-14 إيه بلاك إيس، «فاست إيجل 102» (قيادة هنري كليمانو الملازم ديفيد فينليت) و«فاست إيجل 107» (الملازم موكزينسكي لورانس وجيمس آندرسون)، كانت تحلق الدوريات الحربية القتالية لتغطية الطائرات العاملة في عمليات إطلاق القذائف. طائرة أيِه تو بي هاوك آي من فاو-124 التقت رإدارياً مع طائرتين سوخوي سو-22 التي تركت قاعدة عقبة بن نافع بالقرب من طرابلس.
أمر طائرتين طراز إف-14 إيه للتدخل، وفقط بضع ثوان قبل انطلاق طيران الطارتين بمسافة 300 متر على المدرج، أحد الليبين أطلق صاروخ جو جو إيه إيه 2 أتول، ولكنه لم يصب. ثم حلقت الطائرتان سوخوي بالقرب من الطائرتين الأمريكتين وحاولا الهرب. طائرات التوم كاتس والتي صرح لها إطلاق النار وذلك تبعاً لـ«قواعد الاشتباك الخاصة بها» والتي تعطي له الحق للدفاع عن النفس. تحولت الطائرتان إف-14 إلى موقع تصويب ممتاز، حيث قاموا بالتصويب على الطائرتين سوخوي سو-22 بصواريخ إيه آي إم-9 سايدويندر، الإصابة الأولي سجلت لطائرة 102 والثانية لـ107.
ذكر تقرير القوات البحرية الأمريكية عن خروج الطيارين الليبين من طائرتهما بسلام، ولكن في التقرير المسجل لطياري الإف-14، ذكر أحد الطيارين عن رؤيته لأحد الطيارين الليبين الذين خرجوا بسلام ولكن المظلة فشلت في العمل، وذلك ما يعني موته.